# ラスト・フォー・ライフ
『ラスト・フォー・ライフ』（Lust For Life）は、1977年8月29日にRCAレコードからリリースされた、アメリカ合衆国のミュージシャン、イギー・ポップの2枚目のソロ・アルバム。 同年にリリースされた『イディオット』に続く、デヴィッド・ボウイとの2度目のコラボレーションとなった。
『イディオット』と並ぶイギーの代表作であり、収録曲「ラスト・フォー・ライフ」「ザ・パッセンジャー」などが多くのミュージシャンにカヴァーされている。

## プロダクション

### 経緯
本作のセッションは、『イディオット』のリリースに伴うコンサート・ツアーが終了した直後に行われた。
ツアーに同行したメンバーがそのまま参加する形で開始され、短期間のうちに完了した。

### レコーディング
イギーは本作の制作について「デヴィッドと俺はあのアルバムを短期間でレコーディングすると決めていたんだ。8日間で書いて、録音して、ミックスして、本当に早く終わっちまった。だからRCAから受け取った前金がたっぷり残っていて、それをデヴィッドと山分けしたんだ。」と語っている。
本作のレコーディングはハンザ・スタジオで行われ、プロデュースはボウイ 、イギー、エンジニアのコリン・サーストンが務め、バックはボウイのバックバンドからリッキー・ガードナーとカルロス・アロマーが参加し、リズムユニットは『イディオット』ツアーにも参加していたトニーとハントのセイルズ兄弟が務めた。

### エピソード
イギーはこのアルバムの制作中、ほとんど寝ていなかったとコメントしている。その理由として、ボウイはとんでもない速さで仕事を進めるため、自分はボウイを上回る速度で仕事を進めないと、これはボウイのアルバムになってしまうと気づいたからだという。
本作の作詞は、基本的に断片だけを準備してマイクの前で即興でまとめ上げるという手法を採った。この自然発生的な作詞手法に影響を受けたボウイは、直後に制作された自身のアルバム『ヒーローズ』で、同様の手法を採用した。
カヴァー写真は『イディオット』のカヴァーも撮影したアンディ・ケントによる。

## スタイルとテーマ
本作は一般的にボウイの影響下にあるとされている前作『イディオット』よりもイギーに主導権が移ったと考えられており、実験的なテイストは薄まり、よりロックンロール的なテイストが前面に出た形になっている。
これはソングライティングの体制に変化があったことも大きく、バックバンドのメンバーが一通り作曲に関わっているため、前作のダークなトーンも一部継承しつつ、バラエティに富む楽曲が揃う結果となった。
前作のダークなトーン、テーマを継承した曲としては「ザ・パッセンジャー」、ヘロインの乱用を扱った「トゥナイト」や「ターン・ブルー」が挙げられる。
「ザ・パッセンジャー」は、作曲を担当したリッキー・ガードナーが「レイドバックして、跳ね回るようなグルーヴ」と表現した、コールアンドレスポンスの軽快なトラックである。この歌詞ははジム・モリソンの詩「神—視覚についてのノート」に触発されたものとされているが、加えてイギーの当時のガールフレンド、エスター・フリードマンによるとベルリンのSバーンへの賛歌でもあるという。また、この歌詞は「新しい潮流や他者のセンスを貪欲に吸収するボウイの文化的吸血鬼主義に対するイギーのコメント」とも解釈されている。
7分弱あるアルバム中最も長い「ターン・ブルー」は、イギーとボウイが薬物中毒に陥っていた1975年5月に行われて失敗に終わったレコーディング・セッションに遡る、長編の懺悔録と言える。原題は 「ムーヴィング・オン」でボウイ、イギー、ウォルター・レイシー、ウォーレン・ピースによって作曲された。この曲だけオリジナルのレコード・スリーブに歌詞が掲載されていない。
これらの曲と対照的なのは「サクセス」や「ラスト・フォー・ライフ」のようなアップビートな曲で、後者はローリング・ストーン誌に「イギーが大衆に向けて生き残ったことを宣言する曲」と評されている。
イギーによると「ラスト・フォー・ライフ」でボウイが提供した有名なリフは、ベルリンの米軍放送網のジングルに触発されたものだという。カルロス・アロマーはこのリフについて「抗うことのできないリズムだった」と語っている。
アルバムの残りのトラックには、イギー単独で作曲した「シックスティーン」、ハード・ロック・ナンバー「サム・ウィアード・シン」、「ネオパンク」と評された「ネイバーフッド・スレット」、バンドよる即興ジャムから発展した曲に、イギーが当時の恋人エスター・フリードマンを連想させる歌詞を乗せた「フォール・イン・ラヴ・ウィズ・ミー」が含まれる。

## リリース

### オリジナル版
本作は1977年8月29日にリリースされ、その1ヶ月ほど後の同年9月30日に1stシングルとして「サクセス」がリリースされた。このシングルのB面は「ザ・パッセンジャー」だったが、この選曲についてAllMusic、ローリングストーン誌がともにB面にするには惜しい曲と紹介している。
日本では『欲情』という邦題でリリースされた。その後、RCAからヴァージンに版権が移った際に原題に近い現在の邦題に直された。

### デラックス版
2020年5月29日に『イディオット』と本作のリマスター盤が含まれた7枚組のボックスセットがリリースされた。本作や『イディオット』以外の音源としては『TV Eye:1977 ライヴ』のリマスター盤、オルタネイト・ミックスやアウトテイクのリマスター盤及び3枚のライヴアルバムが含まれている。加えて本作の制作経緯やフォロワー（ユース (ミュージシャン)、スージー・スー、マーティン・ゴア、ニック・ローズ）のインタビューが掲載された40ページのブックレットも封入されている。また、このボックスセットとは別にライブアルバムと本作のリマスター盤がペアリングされた2枚組デラックス・エディションもリリースされた。

## 評価

### メディアによる評価
| 専門評論家によるレビュー           | 専門評論家によるレビュー |
| レビュー・スコア                   | レビュー・スコア         |
| 出典                               | 評価                     |
| ---------------------------------- | ------------------------ |
| AllMusic                           | [ 1 ]                    |
| ブレンダー                         | [ 22 ]                   |
| シカゴ・トリビューン               | [ 23 ]                   |
| クリストガウ・レコードガイド       | A–                       |
| ポップミュージック百科             | [ 25 ]                   |
| ローリングストーン・レコードガイド | [ 26 ]                   |

『ローリング・ストーン』誌のコンテンポラリー・レビューで「新しいスタンスは全く挑戦的ではなく、慎重なものだ」との不満を述べているが、一方で「純粋に自分の考えでは、『ラスト・フォー・ライフ』は成功したアルバムだ」と評価した。
このような評価はあったものの、本作は各メディアで概ね高い評価を得ている。

### チャートアクション
本作はイギリスのアルバム・チャートで最高位28位を記録し、イギーのそれまでのキャリア中最も成功したアルバムとなった。イギリスでは最終的にゴールドディスクとなっている。
一方、アメリカでは、リリース直後は好調なスタートを見せたが、リリース日とエルヴィス・プレスリーの死去のニュースが重なってしまった結果、リリース元のRCAは、廃盤となっていたプレスリーの旧譜再発に注力することになり、『ラスト・フォー・ライフ』のプロモーションを途中で取りやめた。更に在庫切れにも対応しなくなるなど販売に労力を割かなくなったため、商業的に失敗した。この対応に不信感を持ったイギーはRCAからの離脱を考え始める。

## 後世への影響
ボウイは1984年にリリースしたアルバム『トゥナイト』で「ネイバーフッド・スレット」と「トゥナイト」をカヴァーした。

デュラン・デュランはカヴァー集『サンキュー』に「サクセス」のカヴァーを収録している。

### ザ・パッセンジャー - ミュージシャンの反応
スージー・アンド・ザ・バンシーズは1987年のカヴァー集『スルー・ザ・ルッキング・グラス (スージー・アンド・ザ・バンシーズのアルバム)』に、ホーンアレンジを加えた「ザ・パッセンジャー」のカヴァーを収録している。この他にも、バウハウスやルナチックスをはじめとする多数のミュージシャンにカヴァーされている。

### ラスト・フォー・ライフ - ミュージシャンの反応
「ラスト・フォー・ライフ」は、ボウイを始めとしてヨ・ラ・テンゴ、ザ・ダムド、ザ・スミザリーンズ、トム・ジョーンズ、ザ・プリテンダーズなどのアーティストがライブで演奏している。
この曲の特徴的なリフはジェットが「アー・ユー・ゴナ・ビー・マイ・ガール」のインスピレーションを得たことでも知られており、他にはマニック・ストリート・プリーチャーズが『ジェネレーション・テロリスト』の収録曲「ユー・ラヴ・アス」のエンディングで、またトラヴィスが『ザ・ボーイ・ウィズ・ノー・ネーム』の収録曲「セルフィッシュ・ジーン」のイントロでサンプリングしている。メイン・リフはアルファビートのデビューアルバム『アルファビート』に収録された「ホワット・イズ・ハプニング」のブレイク・セクションに挿入されている。

ジョイ・ディヴィジョンとニュー・オーダーのドラマー、スティーヴン・モリスは「『ラスト・フォー・ライフ』のドラム音は音量が大きいわけじゃなく、重厚っていうんだ。 知る人ぞ知るラウドなシンバルにあのリフ。今でもああいう演奏をしたいと思っている。」と語っている。

### メディアでの扱い
本作の収録曲は映画やテレビ番組、CMに採用されることが多々あり、特に「ラスト・フォー・ライフ」は、映画「トレインスポッティング」で大きく取り上げられ、公開に合わせてこの曲を収録したミニアルバムがリリースされただけでなく、プロモーションビデオも新たに制作された。この結果、イギリスでは最高位26位を記録するリバイバルヒットとなった。

一方、「ザ・パッセンジャー」は、映画では「バットマン フォーエヴァー」に採用され、サウンドトラックにも収録されている (バットマン フォーエバー (サウンドトラック))。CM音楽としては1998年にイギリスでトヨタ・アベンシスのCMタイアップ曲として採用された。シングルもリリースされて最高位22位というリバイバルヒットを記録している。日本では2016年のトヨタ・ヴォクシーのCMにカヴァーバージョンが採用された。

## 収録曲
イギーとウォルター・レイシーが共作した「ターン・ブルー」以外は全てイギー・ポップの作詞。作曲者は以下の通り
| #  | タイトル                   | 作詞 | 作曲・編曲 | 作曲者               | 時間 |
| -- | -------------------------- | ---- | ---------- | -------------------- | ---- |
| 1. | 「ラスト・フォー・ライフ」 |      |            | デヴィッド・ボウイ   | 5:13 |
| 2. | 「シックスティーン」       |      |            | イギー・ポップ       | 2:26 |
| 3. | 「サム・ウィアード・シン」 |      |            | デヴィッド・ボウイ   | 3:42 |
| 4. | 「ザ・パッセンジャー」     |      |            | リッキー・ガードナー | 4:44 |
| 5. | 「トゥナイト」             |      |            | デヴィッド・ボウイ   | 3:39 |

| #  | タイトル                               | 作詞 | 作曲・編曲 | 作曲者                                                 | 時間 |
| -- | -------------------------------------- | ---- | ---------- | ------------------------------------------------------ | ---- |
| 6. | 「サクセス」                           |      |            | デヴィッド・ボウイ、リッキー・ガードナー               | 4:25 |
| 7. | 「ターン・ブルー」                     |      |            | デヴィッド・ボウイ、ウォーレン・ピース                 | 6:56 |
| 8. | 「ネイバーフッド・スレット」           |      |            | デヴィッド・ボウイ、リッキー・ガードナー               | 3:25 |
| 9. | 「フォール・イン・ラヴ・ウィズ・ミー」 |      |            | デヴィッド・ボウイ、ハント・セイルズ、トニー・セイルズ | 6:30 |

## 参加メンバー
- イギー・ポップ – ヴォーカル
- デヴィッド・ボウイ – キーボード、ピアノ、オルガン、バッキング・ヴォーカル
- カルロス・アロマー（英語版） – リズム・ギター、リード・ギター (ラスト・フォー・ライフとターン・ブルー)、バッキング・ヴォーカル
- リッキー・ガードナー（英語版） – リード・ギター、バッキング・ヴォーカル、ドラムス (フォール・イン・ラヴ・ウィズ・ミー)
- ウォーレン・ピース（英語版） - キーボード、バッキング・ヴォーカル (いずれも「ターン・ブルー」)
- トニー・セイルズ（英語版） – ベース、バッキング・ヴォーカル、ギター (フォール・イン・ラヴ・ウィズ・ミー)
- ハント・セイルズ（英語版） – ドラムス、バッキング・ヴォーカル、ベース (フォール・イン・ラヴ・ウィズ・ミー)